# نادي كونغ آن هانوي
نادي كونغ آن هانوي لكرة القدم (بالفيتنامية: Câu lạc bộ bóng đá Công an Hà Nội)، هو نادٍ فيتنامي محترف لكرة القدم الممثل للعاصمة هانوي. ويعرف أيضا بنادي شرطة هانوي ويشارك في الفئة الأولى من الدوري الفيتنامي.

## تاريخ النادي
يعود تاريخ النادي الى 10 أكتوبر 1956 باسم نادي هوانغ ديو بعد توجيه من وزير الأمن العام تران كووك هوان إلى مدير أمن مدينة هانوي آنذاك في عام 1954 لتشكيل فريق الشرطة لكرة القدم. فاز النادي ببطولة (الدرجة الأولى من الدوري الفيتنامي) في عام 1984 ثم مرة أخرى في عام 2023 حين صعد الفريق وفاز باللقب في موسمه الأول بعد عودته إلى دوري الدرجة الأولى،
في عام 2002 تم حل الفريق خلال فترة تغيير جذري لهيكلة إدارة كرة القدم في فيتنام، حيث لم يعد من الممكن لفريق كرة قدم يتألف من موظفي الأمن العام أن يستمر. ونقل ملكية الفريق إلى الخطوط الجوية الفيتنامية وشارك لموسم واحد في دوري الدرجة الأولى الفيتنامي 2003.
في 7 أبريل 2008 تأسسس النادي تحت الأسم الجديد "نادي كونغ آن هانوي لكرة القدم" (نادي الشرطة الشعبية لكرة القدم) ويتبع لقوات الأمن العام الشعبية الفيتنامية. ونجح في الفوز ببطولة دوري الدرجة الثانية الفيتنامي عام 2022. وبذلك، صعد الفريق إلى دوري الدرجة الأولى الفيتنامي لأول مرة منذ تأسيسه، ليعود بذلك إلى مصاف أندية النخبة في كرة القدم الفيتنامية.

## روابط خارجية
لا توجد روابط لمواقع التواصل الاجتماعي.